# Sant Clamenç de Rainhac
Saint-Clément-de-Régnat és un municipi francès situat al departament del Puèi Domat i a la regió d'Alvèrnia-Roine-Alps. L'any 2007 tenia 449 habitants.

## Demografia

### Població
El 2007 la població de fet de Saint-Clément-de-Régnat era de 449 persones. Hi havia 170 famílies de les quals 32 eren unipersonals (28 homes vivint sols i 4 dones vivint soles), 65 parelles sense fills, 65 parelles amb fills i 8 famílies monoparentals amb fills.
La població ha evolucionat segons el següent gràfic:
Habitants censats

### Habitatges
El 2007 hi havia 194 habitatges, 175 eren l'habitatge principal de la família, 14 eren segones residències i 5 estaven desocupats. 193 eren cases i 1 era un apartament. Dels 175 habitatges principals, 160 estaven ocupats pels seus propietaris, 7 estaven llogats i ocupats pels llogaters i 8 estaven cedits a títol gratuït; 5 tenien dues cambres, 10 en tenien tres, 43 en tenien quatre i 118 en tenien cinc o més. 142 habitatges disposaven pel capbaix d'una plaça de pàrquing. A 66 habitatges hi havia un automòbil i a 98 n'hi havia dos o més.

### Piràmide de població
La piràmide de població per edats i sexe el 2009 era:
| Homes | Edats   | Dones |
| ----- | ------- | ----- |
| 0     | 95 o +  | 0     |
| 0     | 90 a 94 | 0     |
| 4     | 85 a 89 | 0     |
| 4     | 80 a 84 | 0     |
| 4     | 75 a 79 | 8     |
| 8     | 70 a 74 | 16    |
| 16    | 65 a 69 | 16    |
| 8     | 60 a 64 | 4     |
| 4     | 55 a 59 | 4     |
| 24    | 50 a 54 | 16    |
| 20    | 45 a 49 | 16    |
| 12    | 40 a 44 | 20    |
| 20    | 35 a 39 | 24    |
| 20    | 30 a 34 | 8     |
| 8     | 25 a 29 | 8     |
| 16    | 20 a 24 | 16    |
| 16    | 15 a 19 | 24    |
| 12    | 10 a 14 | 4     |
| 28    | 5 a 9   | 24    |
| 20    | 0 a 4   | 8     |

## Economia
El 2007 la població en edat de treballar era de 289 persones, 209 eren actives i 80 eren inactives. De les 209 persones actives 192 estaven ocupades (109 homes i 83 dones) i 17 estaven aturades (6 homes i 11 dones). De les 80 persones inactives 20 estaven jubilades, 19 estaven estudiant i 41 estaven classificades com a «altres inactius».

### Ingressos
El 2009 a Saint-Clément-de-Régnat hi havia 195 unitats fiscals que integraven 509 persones, la mediana anual d'ingressos fiscals per persona era de 16.893 €.

### Activitats econòmiques
Dels 17 establiments que hi havia el 2007, 9 eren d'empreses de construcció, 2 d'empreses de comerç i reparació d'automòbils, 2 d'empreses de transport, 1 d'una empresa d'hostatgeria i restauració, 1 d'una empresa financera, 1 d'una empresa immobiliària i 1 d'una empresa classificada com a «altres activitats de serveis».
Dels 6 establiments de servei als particulars que hi havia el 2009, 1 era un taller de reparació d'automòbils i de material agrícola, 1 paleta, 1 guixaire pintor, 1 lampisteria, 1 electricista i 1 empresa de construcció.
L'any 2000 a Saint-Clément-de-Régnat hi havia 31 explotacions agrícoles que ocupaven un total de 924 hectàrees.

## Equipaments sanitaris i escolars
El 2009 hi havia una escola elemental.

## Poblacions més properes
El següent diagrama mostra les poblacions més properes.